# Gryllacris nigrilabris
Gryllacris nigrilabris är en insektsart som beskrevs av Gerstaecker 1860. Gryllacris nigrilabris ingår i släktet Gryllacris och familjen Gryllacrididae. Inga underarter finns listade i Catalogue of Life.